# Santiago Roncagliolo
Santiago Roncagliolo (Lima, 1975) é um escritor peruano. Embora nascido no Peru, passou a sua infância no México, onde sua família se refugiou devido a problemas políticos.
Desde 2000 vive em Espanha, onde tem sido guionista de telenovelas e escrito diversas obras, geralmente bem acolhidas pela crítica, que lhe valeram a atribuição de importantes prémios no domínio da literatura de expressão espanhola.
Nas suas obras trata amiúde de problemas da nova sociedade urbana (especialmente em Pudor) ou da violência a ela associada.

## Sobre seu trabalho
É o narrador mais destacado da geração de jovens escritores peruanos surgidas nos últimos anos. Em 2006 sua novela Abril rojo, sobre um promotor investigando violações aos direitos humanos na luta contra a subversão e descobrindo obscuras redes do governo de Alberto Fujimori obteve o Prêmio Alfaguara de novela.

## Obra
- Extraños, roteiro cinematográfico
- Tus amigos nunca te haría daño, teatro
- El Príncipe de los Caimanes, romance
- Crecer es un oficio triste, contos
- El arte nazi, ensaio
- Pudor, romance (Prémio Novo Talento, FNAC 2003)
- Abril Rojo, novela (Premio Alfaguara 2006);